# Martin Pušić
Martin Pušić, född 24 oktober 1987, är en österrikisk fotbollsspelare (anfallare).

## Karriär
I september 2020 värvades Pušić av tyska 1860 München. Den 8 december 2020 kom Pušić och 1860 München överens om att bryta kontraktet.